# La Vénérable Mère Jerónima de la Fuente
La Vénérable Mère Jerónima de la Fuente (La venerable madre Jerónima de la Fuente) est une huile sur toile peinte par Velázquez en 1620. Il en existe deux versions avec de légères différences. Les deux proviennent du couvent Sainte-Isabelle la Royale de Tolède d’où elles sortirent en 1931. L’une est conservée au musée du Prado de Madrid depuis 1944, l’autre a intégré une collection particulière.

## Histoire du cadre
La copie détenue par le musée du Prado a été attribuée à Luis Tristán jusqu'en 1926. Lors d’un nettoyage avant une exposition, la signature est apparue : «diego Velazquez.f.1620». La seconde toile, qui ne diffère que par la position du crucifix de la religieuse (face au visage de la religieuse dans la version du musée du Prado – inclinée dans celle de la collection privée) a été découverte peu après dans le même couvent par le restaurateur du musée du Prado, Jérôme Seisdedos. Un nettoyage ultérieur de cette seconde version a mis en évidence une signature identique à la première, apocryphe selon l’étude technique réalisée par le musée du Prado.
Les deux toiles représentaient un phylactère près de la bouche de la nonne. Celui de la copie du Prado a été supprimé peu après son entrée au musée, après avoir été considéré comme un ajout tardif. Cette hypothèse a été infirmée, mais il n’a pas a été possible de le récupérer lors la dernière restauration. Dans la copie de la collection Fernández de Araoz, où ce phylactère est toujours présent, on peut lire l'inscription: " SATIABOR DVM GLORI...FICATVS FVERIT " (Dans Sa gloire est ma vraie satisfaction ; louange à celle du Christ – une des dévotions de la nonne). En haut, figure l’inscription suivante : «BONVM EST PRESTOLARI CVM SILENTIO SALVTARE DEI " (Il est bon d'attendre dans le silence le salut de Dieu).
Enfin, au fond, aux côtés de la religieuse, une troisième inscription certainement postérieure, fait allusion à l’entreprise dans laquelle la nonne comptait se lancer lorsqu’elle a été peinte, clarifie sa personnalité et les circonstances dans lesquelles elle est arrivée à Séville en juin 1620, et où elle est restée pendant trois semaines avant d’embarquer pour les Philippines en août 1621 :
| Espagnol | Français |
| --- | --- |
| Este es verdadero Re, trato de la Madre Doña Jerónima de la Fuente, Relixiosa del Con vento de Sancta ysabel de los Reyes de T. Fundadora y primera Ab badesa del Convento S. Clara dela Concepción de la primera regla de la Ciu dad de Manila en filipin nas. Salio a esta fundación de edad de 66 années martes veinte y ocho de Abril de 1620 années. Salieron de este convento en su compa ñía la madre Ana de Christo y la madre Leo nor de sanct francisco. Relixiosas y la herma na Iuan de sanct Antonio novicia. Todas personas de mucha importancia Para tan alta obra. | Ceci est le vrai Po, rtrait de la Mère Madame Jeronima de la Fuente religieuse du Cou vent de Sainte Isabelle des rois de T. Fondatrice et première ab esse du Couvent S. Claire dela Conception de la première règle de la vi lle de Manille aux Philippi nes. Elle sortit de cette fondation à l’âge de 66 ans mardi vingt huit avril 1620. Sortirent de ce couvent en sa compa gnie la mère Anne du Christ et la mère Léo nore de saint françois. religieuses et la sœ ur Iuan de saint Antoine, novice. Toutes des personnes de grande importance pour une si grande œuvre. |

Une troisième version à mi-corps, avec le crucifix dans la même position que sur l’exemplaire du musée du Prado mise en évidence par August L. Mayer est conservée dans la collection Apelles de Londres. Elle aurait pu être acquise à Madrid ou Séville par lord St. Helens, ambassadeur britannique en Espagne entre 1791 et 1794.
Zahira Véliz, conservateur de la collection a défendu l’authenticité de l’œuvre, et l’a présentée comme la première version, d’après nature, à cause de son format réduit. Cette hypothèse a été fortement contestée par Enriqueta Harris et Jonathan Brown qui la considèrent comme une copie un peu subtile, peut-être réalisée par Tristán.

## Description du cadre

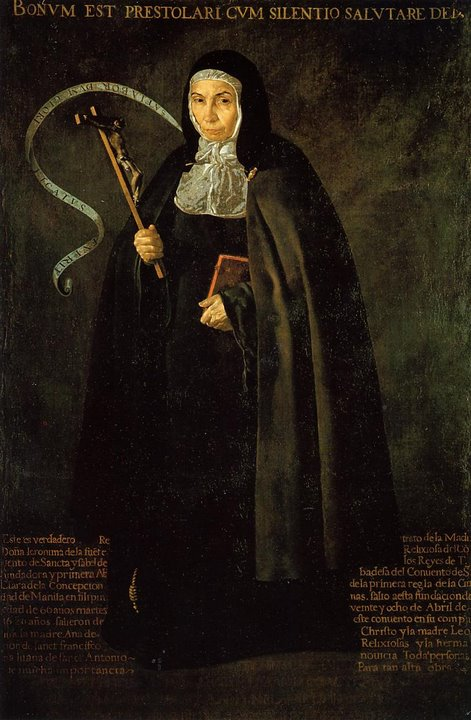
Exemplaire de la collection Fernández de Araoz à Madrid.

Le cadre représente Jerónima de la Fuente, fondatrice et première abbesse du couvent Sainte-Claire de la Conception de Manille aux Philippines, comme l’indique l’inscription sur la partie inférieure.
La nonne est debout, occupant l’espace nu de sa seule présence, sans autres touches de couleur que les chairs, les lèvres et le fil rouge des feuilles du bréviaire fermé qu’elle porte au bras gauche. Elle est vêtue d’un habit marron propre aux Clarisses, à peine différencié du fond, et qui oblige à diriger le regard vers son visage dur, son regard fixe et scrutateur, et son évidente force de caractère qui lui fait entreprendre à un âge avancé un périple sans retour de l’autre côté de la terre. 
La lumière est dirigée avec la méthode des clairs-obscurs. Elle met en évidence la dureté du visage et les rides des mains. La vision élevée du sol paraît indiquer que Velázquez semble ignorer le moyen de résoudre une perspective linéaire ou qu’il a décidé de ne pas l’utiliser
Cependant il montre déjà sa technique dans les petits détails, comme les plis du voile blanc et le ruban qui maintient le manteau. Ils sont obtenus par quelques coups de pinceau qui se terminent avant d'atteindre la boucle et montrent combien le jeune peintre avait déjà compris que la vraie représentation de la réalité par la peinture ne se trouve pas dans l'imitation minutieuse de la nature, mais dans sa perception optique et les illusions de la vue.
Les deux versions, celle du Prado et celle de la collection, ont été étudiés dans le laboratoire du musée, confirmant de façon certaine leurs attributions. La version de la collection Araoz présente une technique plus rapide, avec des coups de pinceau moins chargés, mais très similaire dans les deux cas. Le crucifix a été peint directement dans son état actuel, sans subir de modifications, contrairement à la toile du Prado où Velázquez a effectué de légers ajustements de la position de la main. La signature de la toile de la collection Araoz, qui n'était pas indiquée dans le premier nettoyage, a été prouvée apocryphe. Le phylactère du Prado n’aurait pas dû être supprimé. Sa présence est démontrée dès l’origine.